# Ашли Масаро
Ашли Масаро (на английски: Ashley Massaro) е бивша професионална кечистка и манекенка от САЩ.
Участвала е в телевизионното шоу Първична сила на WWE. Снимана е за корицата на списание „Плейбой“ за броя от април 2007 г. Участвала е и в реалити шоуто „Сървайвър“ в Китай, но с не много голям успех, защото е елиминирана втора поред.

## „Разбиване“
Дебютът на Ашли в „Разбиване“ е на 26 юни 2006 г., където нейният първи мач е срещу Бет Финикс. Оттогава до средата на 2007 г. има вражда с Мелина. Докато е в „Разбиване“, тя има връзка с Джон Сина, но после се разделят.

## Семейство
Ашли има брат Джейсън и сестра Катрин. Имала е връзка с Мат Харди.

## Смърт
На 16 май 2019 г., десет дни преди 40-ия си рожден ден, Масаро умира, след като е закарана в болница. На 19 май WWE отдава почит на Масаро преди началото на Договорът в куфарчето (2019). Погребана е на 21 май.